# Francisco Helder Braga Fernandes
Francisco Helder Braga Fernandes (Jucás, 1959 ou 1960), também conhecido como Bin Laden Brasileiro, é um comerciante conhecido por ser um sósia do ex-líder da Al-Qaeda Osama bin Laden.

## Biografia
Nasceu em Jucás em 1959 ou 1960. Lá, foi agricultor. Mudou-se para São Paulo em 1978. Trabalhou por cerca de um ano em uma cantina napolitana localizada no bairro da Lapa. Em seguida, foi proprietário de uma série de bares na Vila Anastácio (onde tinha sociedade com seu irmão), Pinheiros e Vila Madalena. Também passou um tempo vivendo em Sete Lagoas. Em 1994, adquiriu uma propriedade na Avenida Nove de Julho, no Centro de São Paulo, que chamou de Bar do Barba, devido a sua barba espessa. O bar chegou a ter oito funcionários, mas passou por uma crise nos anos 2000.
Logo após os atentados de 11 de setembro, um grupo de motoqueiros pediu para tirarem uma foto com Francisco devido sua semelhança com Osama bin Laden. Em outra ocasião, a polícia foi acionada devido a sua semelhança com o ex-líder da Al-Qaeda. Até os atentados de 11 de setembro, Francisco não sabia quem era Bin Laden. Ele mantinha uma barba grande desde os anos 90, mas realmente a deixou crescer a partir de 2000. Ele tentou se desassociar da imagem do terrorista, e raspou a barba em três ocasiões, janeiro de 2002, entre 2003 e 2004 a pedido da namorada e em 2009, a pedido da TV Al Jazeera. Ele assumiu sua nova persona e passou a vestir um gorro branco imitando um turbante e calças camufladas. Em 2008 mudou oficialmente o nome do local para Bar do Bin Laden. Apesar de ser um sósia do terrorista, ele afirma ser pacífico. Ele é constantemente revistado em aeroportos quando viaja.

## Representação na mídia
Sua popularidade foi crescendo devido ao boca-a-boca e ao Orkut. Ele participou do réveillon de 2009 na Avenida Paulista, onde foi levado ao palco e muito fotografado, o que o fez ficar famoso nacionalmente.
Francisco foi alvo de matérias de veículos de notícias nacionais como a Folha de S.Paulo, Medium e O Globo e internacionais como The Guardian, HuffPost, China Daily, Mega Brasil, Brazil24, The Telegraph, MailOnline e Daily Mirror.
Em 2011, após a morte de Osama bin Laden, a TV Record patrocinou o encontro de Fernando com o sósia do ex-presidente americano Barack Obama. Francisco iria aparecer no CQC, onde se encontraria com o então presidente americano George W. Bush em uma visita secreta para uma palestra sobre o pré-sal, mas a tentativa teria sido frustrada pelos seguranças. Ele também apareceu no Programa Silvio Santos, do SBT.